# Shapis batesi
Shapis batesi är en fjärilsart som beskrevs av Felder 1868-1874. Shapis batesi ingår i släktet Shapis och familjen nattflyn. Inga underarter finns listade i Catalogue of Life.